# Géographie de l'Eswatini
L'Eswatini, également appelé anciennement Swaziland et Ngwane, est un pays d'Afrique australe, enclavé entre le Mozambique à l'est, et l'Afrique du Sud. Ce petit pays de 17 363 km2, ancienne colonie indépendante depuis 1968, s'est constitué autour de la nation Swazi. Sa capitale est Mbabane.

## Géographie physique

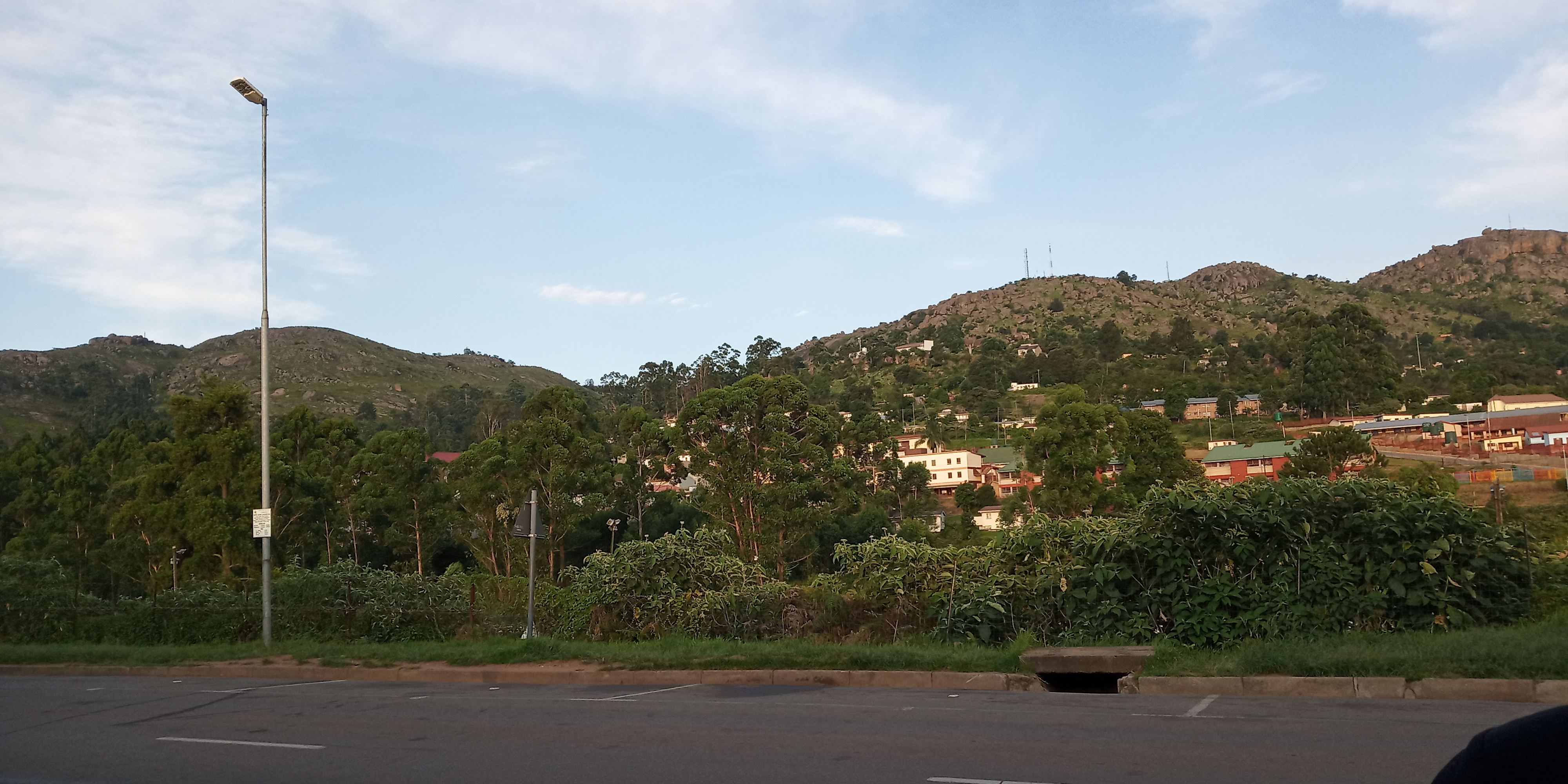
Paysage vallonné près de Mbabane.

### Topographie
Le point culminant de l'Eswatini est le mont Emlembe, situé au nord-ouest du pays, près de Pigg's Peak.